# Alon Švut
Alon Švut (hebrejsky אַלּוֹן שְׁבוִת, v oficiálním přepisu do angličtiny Allon Shevut, přepisováno též Alon Shvut, doslova „Dub návratu“, podle dubu, který tu i v letech 1948-67 zůstal po zničených židovských vesnicích) je izraelská osada typu společná osada (jišuv kehilati) na Západním břehu Jordánu v distriktu Judea a Samaří a v Oblastní radě Guš Ecion.

## Geografie
Nachází se v nadmořské výšce 965 metrů, v nevelké sníženině uprostřed Judských hor. Obec leží cca 9 kilometrů jihozápadně od města Betlém, cca 16 kilometrů jihozápadně od historického jádra Jeruzalému a cca 55 kilometrů jihovýchodně od centra Tel Avivu. Alon Švut je situován do oblasti souvislého izraelského osídlení Guš Ecion a v jeho těsné blízkosti se nacházejí izraelské osady Kfar Ecion, Roš Curim, Bat Ajin, El'azar a Efrat.

## Dějiny
Obec Alon Švut byla založena roku 1970 skupinou nábožensky orientovaných sionistů. Měla sloužit jako obchodní centrum pro převážně zemědělské obce v jejím okolí. Blok obnovených izraelských osad v oblasti Guš Ecion byl jedním z prvních založených na Západním břehu Jordánu po izraelském vítězství v šestidenní válce. V první fázi byla centrem života nové osady zdejší ješiva Har Ecion.
V obci funguje šest synagog, základní i střední školy, obchod se smíšeným zbožím, poštovní úřad. Je tu také jediná bankovní pobočka v oblasti Guš Ecion, oblastní knihovna, zdravotní klinika. Alon Švut je napojen na autobusové linky 160, 161 a 164.
Obec měla být podle plánů z počátku 21. století zahrnuta do bezpečnostní bariéry a izraelská vláda si hodlá oblast Guš Ecion trvale ponechat. Dle stavu z roku 2008 ale nebyla tato bariéra v úseku jižně od Alon Švut zatím postavena. Část představitelů izraelských osad v Guš Ecion včetně předsedy Oblastní rady Šaula Goldsteina navíc s výstavbou bariéry nesouhlasí. Kritizují, že omezí rozvoj některých osad, naruší dopravní síť a přitom nebude schopna zcela oddělit palestinskou populaci, protože tisíce Palestinců žijí ve vesnicích rozptýlených mezi izraelskými obcemi v Guš Ecion.
Ministr obrany Ehud Barak v září 2009 odsouhlasil výstavbu nových bytů v Alon Švut. Má jít o jeden dům s 12 bytovými jednotkami, jehož výstavba byla schválena již v polovině 90. let 20. století. Ša'ul Goldstein, předseda Oblastní rady Guš Ecion to komentoval pozitivně, ale dodal, že poptávka po nových stavebních povoleních je desetinásobná.

## Demografie
Mezi obyvateli Alon Švut převažují stoupenci náboženského sionismu. Podle údajů z roku 2014 tvořili naprostou většinu obyvatel Židé (včetně statistické kategorie "ostatní", která zahrnuje nearabské obyvatele židovského původu ale bez formální příslušnosti k židovskému náboženství).
Třebaže formálně jde o sídlo vesnického typu (bez statutu místní rady ani města), počtem obyvatel je to osada městského charakteru, s dlouhodobě stagnující populací. K 31. prosinci 2014 zde žilo 3141 lidí. Během roku 2014 populace stoupla o 0,9 %.
| Rok            | 1982  | 1985  | 1986  | 1987  | 1988  | 1989  | 1990  | 1991  | 1992  | 1993  | 1994  | 1995  | 1996  | 1997  | 1998  | 1999  | 2000  |
| -------------- | ----- | ----- | ----- | ----- | ----- | ----- | ----- | ----- | ----- | ----- | ----- | ----- | ----- | ----- | ----- | ----- | ----- |
| Počet obyvatel | 1 200 | 1 270 | 1 300 | 1 380 | 1 450 | 1 460 | 1 490 | 1 670 | 1 770 | 1 800 | 1 820 | 1 870 | 1 910 | 1 930 | 1 980 | 2 230 | 2 680 |

| Rok            | 2001  | 2002  | 2003  | 2004  | 2005  | 2006  | 2007  | 2008  | 2009  | 2010  | 2011  | 2012  | 2013  | 2014  |
| -------------- | ----- | ----- | ----- | ----- | ----- | ----- | ----- | ----- | ----- | ----- | ----- | ----- | ----- | ----- |
| Počet obyvatel | 2 880 | 3 030 | 3 146 | 3 229 | 3 291 | 3 330 | 3 291 | 3 298 | 2 951 | 3 033 | 3 051 | 3 066 | 3 112 | 3 141 |